# Vévoda ze Somersetu

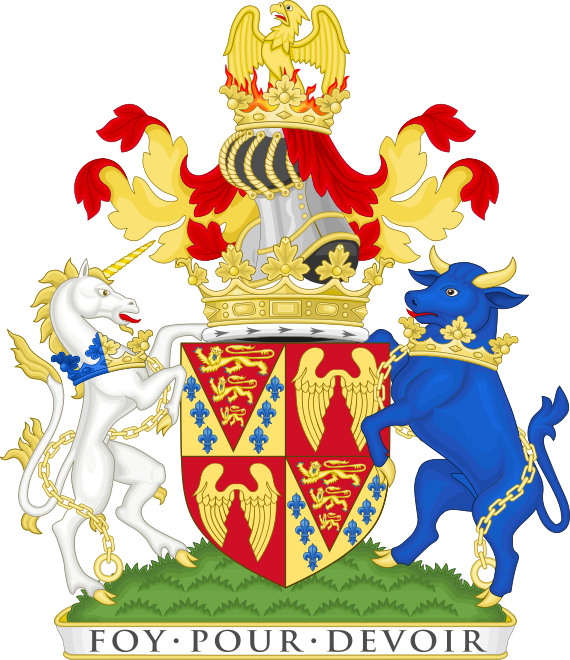
Erb vévodů ze Somersetu

Vévoda ze Somersetu je titul anglické šlechty který byl vytvořený několikrát. Je odvozen od hrabství Somerset a je obzvláště spojen se dvěma rody: Beaufortové, kteří titul získaly roku 1448 a Seymourové který jej získaly roku 1547 a jsou držiteli až dodnes. Vévodství je jedičné tím že první držitel jej získal za své služby ve funkci Lorda Protektora.
Jediný dceřiný titul vévody ze Somersetu je Baron Seymour, který je používán nejstarším synem a dědicem vévody. Tento zdvořilostní titul je nejnižší v hodnosti všech dědiců vévodů na Britských ostrovech.
Existovalo několik dalších titulů kteří vévodové ze Somersetu obdržely, avšak zanikly: hrabě z Kendalu (1443–1444), hrabě ze Somersetu (1397–1461), markýz z Dorsetu (1397–1461), markýz ze Somersetu (1397–1399), vévoda z Dorsetu (1441–1461), vikomt Rochester (1611–1645), vikomt Beauchamp z Hache (1536–1552), hrabě z Hertfordu (1537–1750), markýz z Hertfordu (1640–1675), baron Seymour z Trowbridge (1641–1750), baron Percy (1722–1750), baron Cockermouth (1749–1750), hrabě z Egremontu (1749–1750) a hrabě St. Maur (1863–1885).
Vévodským sídlem je Bradley House ve Maiden Bradley a druhým je Hrad Berry Pomeroy v Totnesu. Hlavním pohřebním místem Seymourů je kostel Všech svatých, přilehlý k Bradley House.

## Vytvoření císařovnou Matyldou
Roku 1141 získal poprvé titul William de Mohun z Dunsteru, oblíbenec císařovny Matyldy a věrný podporovatel ve válce proti králi Štěpánu III. z Blois. Jeho titul však nebyl potvrzen králem Štěpánem ani synem Matyldy Jindřichech II. Plantagenetem.

## Vytvoření pro Beauforta
Jan Beaufort byl nejstarším synem Jana z Gentu a Katherine Swynford. Dne 10. února 1397 získal titul hraběte ze Somersetu a 9. září 1397 markýze ze Somersetu. Dne 29. září 1397 po sňatku s Margaret Holland, dcerou Tomáše Hollanda, 2. hraběte z Kentu získal titul markýze z Dorsetu. Roku 1399 byly jeho markýzáty zrušeny králem Jindřichem IV. Anglickým.
Sněmovna žádala krále o obnovu jeho titulů avšak neuspěla. Titul hrabě ze Somersetu zdědil jeho syn Henry Beaufort (1401–1418). Po jeho předčasné smrti zdědil titul jeho bratr John Beaufort. Dne 28. srpna 1443 získal titul vévody ze Somersetu a hraběte z Kendalu. Dne 27. května 1444 John zemřel a oba tituly zanikly.
Hrabství Somerset bylo předáno jeho bratrovy Edmundovy Beaufortovy, hraběti z Mortain (1406–1455). Dne 18. srpna 1442 získal Edmund titul hraběte z Dorsetu a 24. června 1443 titul markýze z Dorsetu. Dne 31. března 1448 byl povýšen na vévodu ze Somersetu.
Druhý vévoda byl dne 22. května 1455 zavražděn v První bitvě u St Albans a titul zdědil jeho syn Jindřich Beaufort (1436–1464). Po porážce v Bitvě u Towtonu uprchl 29. března 1461 do Skotska avšak byl 4. listopadu 1461 dosažen a zbaven všech titulů. Jeho tituly byly obnoveny 10. března 1463 ale opustil krále a dne 15. května 1464 byl sťat v Bitvě u Hexhamu.
Zemřel svobodný ale jeho nelegitimní syn Charles Somerset se stal hrabětem z Worcesteru. Jindřichovy tituly propadly; avšak jeho bratr Edmund Beaufort byl Lancastery titulován vévodou ze Somersetu. Dne 4. května 1471 uprchl po Bitvě u Tewkesbury do Opatství Tewkesbury. Byl sťat rodem Yorků a pohřben v klášterním kostele. Po jeho smrti zanikla legitimní linie rodu Beaufort.

## Vytvoření pro královskou rodinu
Roku 1499 jmenoval Jindřich VII. Tudor svého syna Edmunda vévodou ze Somersetu avšak ten zemřel po roce po svém narození.
Nemanželský syn Jindřicha VIII. Tudora Henry FitzRoy se stal hrabětem z Nottinghamu a 18. června 1525 vévodou z Richmondu a Somersetu. Zemřel 22. července 1536 a tituly zanikly.

## Hrabě ze Somersetu za vlády Jakuba VI. a I.
Syn Sira Thomase Kera z Ferniehirstu, Robert Carr (1590–1645) se stal favoritem krále Jakuba I. Stuarta. Dne 25. března 1611 získal titul vikomta Rochestera a následně tajného poradce. Roku 1612 se po smrti Roberta Cecila, 1. hraběte ze Salisbury stal královým sekretářem. Dne 3. listopadu 1613 získal titul hraběte ze Somersetu. Po jeho smrti roku 1645 titul zanikl.

## Vytvoření pro Seymoura
Edward Seymour, 1. vévoda ze Somersetu (1500–1552) byl bratrem třetí ženy krále Jindřicha VIII. Tudora Jany Seymourové. Roku 1536 jej Jindřich ustanovil Vikomtem Beauchamp z Hache a roku 1537 hrabětem z Hertfordu. V letech 1547–1549 působil ve funkci Lorda Protektora. Edward byl dvakrát ženatý; poprvé s Catherine Fillol se kterou se rozvedl a poté s Anne Stanhope, která mu porodila 9 dětí. Roku 1547 se stal vévodou ze Somersetu. Ve stejný rok koupil od Sira Thomasa Pomeroye hrad Berry Pomeroy.
Po dvou letech kdy ztratil titul Lorda Protektora, jeho tituly propadly a dne 22. ledna 1552 byl sťat.
Roku 1644 udělil král Karel I. Stuart, Edwardu Somersetovy (1613–1667) titul hraběte z Glamorganu. Byl potomkem Charlese Somerseta, nemanželského syna Jindřicha Beauforta, 3. vévody ze Somersetu. Po vojenské pomoci z Irska slíbil Edwardowy titul vévody ze Somersetu. Po vyhlášení Anglické republiky byl Edward vyhnán z Anglie a jeho majetek byl zabaven. Po Restauracy Stuartovců byly jeho statky obnoveny a on prohlásil že vévodství Somerset mu slíbil král Jakub I. Toto tvrzení odmítla Sněmovna lordů a tak byl titulován hrabětem z Glamorganu. To umožnilo králi Karlu II. udělit titul rodu Seymurů.
Edward Seymour byl synem Edwarda Seymoura 1. vévody ze Somersetu. Za vlády královny Alžběty I. získal roku 1559 titul hraběte z Hertfordu. Dne 22. června 1610 se jeho vnuk William Seymour (1588—1660) tajně oženil s Lady Arbellou Stuart (1575–1615). Byl to neteř Lorda Darnleyho, Stuarta, prvního bratrance krále Jakuba I. William i Arbella byli uvězněni ale podařilo se jim uniknout. William utekl do Paříže, ale Arbella byla chycena. Byla uvězněna v Toweru kde roku 1615 zemřela. William se krátce po její smrti vrátil do Anglie a roku 1621 zdědil otcovy tituly. Roku 1640 byl ustanoven markýzem z Hertfordu a 13. září 1660 získal titul vévody. Přežil své tři nejstarší syny. Roku 1660 získal dědictvím titul William Seymour (1654–1671). Třetí vévoda se nikdy neoženil a titul zdědil John Seymour (1646–1675). Po jeho smrti dne 29. dubna 1675 zanikl pouze titul markýze z Hertfordu. Pátým vévodu se stal jeho bratranec Francis Seymour, 3. baron Seymour z Trowbridge (1658–1678). Francis byl synem Charlese Seymoura, 2. barona Seymoura z Trowbridge (1621–1665), který byl synem Francise Seymoura, 1. barona Seymoura z Trowbridge (1590–1664), mladšího bratra druhého vévody ze Somersetu.
Když roku 1678 zemřel pátý vévoda, zdědil titul jeho bratr Charles Seymour (1662–1748). Poprvé se oženil s Lady Elizabeth Percy, s dcerou Joscelina Percyho, 11. hraběte z Northumberlandu (1644–1670). Zemřela roku 1722 a roku 1725 se oženil s Lady Charlotte Finch (1711–1773), s dcerou Daniela Finche, 2. hraběte z Nottinghamu. Po jeho smrti roku 1748 se stal nástupcem jeho syn Algernon Seymour (1684–1750).

### Pozdější dceřiné tituly
Roku 1722 se Algernon stal Baronem Percy. Roku 1749 získal titul hraběte z Northumberlandu. Titul zdědil po svém dědečkovy. Tituly Barona Cockermoutha a hraběte z Egremontu byly ponechány pro děti jeho sestry Lady Catherine Seymour (1693–1731). Zemřel bez mužských potomků a tituly hrabě z Hertfordu, baron z Beauchamp a baron Seymour z Trowbridge zanikly. Vévodství Somerset a baronství Seymour zdědil jeho vzdálený bratranec.

### Pozdější sestup
Roku 1750 se stal osmým vévodou Sir Edward Seymour, 6. baronet z Berry Pomeroy (1694–1757). Prvním baronetem z Berry Pomeroy byl Sir Edward Seymour (1556–1613), syn Edwarda Seymoura (1527/1535–1593) nejstaršího syna prvního vévody Edwarda Seymoura a vévodkyně Catherine Seymour (roz. Fillol). Byl sedmou generací potomků prvního vévody.
Po smrti osmého vévody se nástupcem stal jeho syn Edward Seymour (1717–1792) který zemřel svobodný a bez potomků. Titul vévody zdědil jeho bratr Webb Seymour (1718–1793). Jeho syn, známý matematik Edward Adolphus Seymour (1775–1855) se po jeho smrti stal dalším vévodou. Později změnil rodinné jméno na St. Maur, z důvodu častého používání.

## 12. - 19. vévoda, hrabata St. Maur
Po smrti 11. vévody zdědil titul jeho syn Edward Seymour (1804–1885) který roku 1863 získal titul hraběte St. Maur.
Vévoda Edward zemřel roku 1885 ve věku 81 let. Přežil své mužské potomky a proto titul zdědil jeho svobodný bratr Archibald Henry Algernon Seymour (1810–1891). Zemřel pár let po získání titulu. Dědicem se stal jeho mladší bratr Algernon Percy Banks St. Maur (1813–1894). Zemřel po třech a půl letech. Patnáctým vévodou se stal jeho syn Algernon Seymour (1846–1923). Vévoda Algernon zemřel bez dětí a titul zdědil jeho vzdálený bratranec Edward Hamilton Seymour (1860–1931), pravnuk Lorda Francise Seymoura (1726–1799), který byl mladším synem osmého vévody Edwarda Seymoura. Nástupcem se stal jeho syn Evelyn Seymour (1882–1954), po kterém zdědil titul jeho syn Percy Seymour (1910–1984).
V současné době je vévodu jeho syn John Seymour (nar. 1952).

## Hrabata ze Somersetu, první vytvoření (1141)
- William de Mohun z Dunsteru (úmrtí 1155), jeho potomci nebyly uznání jako dědicové

## Hrabata ze Somersetu, druhé vytvoření (1397)
- John Beaufort, 1. hrabě ze Somersetu (1371/1373–1410)

## Markýzové ze Somersetu (1397)
- John Beaufort, 1. markýz ze Somersetu, 1. markýz z Dorsetu (1371/1373–1410)

## Hrabata ze Somersetu, druhé vytvoření (1397; připadl zpět)
- John Beaufort, 1. hrabě ze Somersetu (1371/1373–1410)
- Henry Beaufort, 2. hrabě ze Somerset (1401–1418)
- John Beaufort, 3. hrabě ze Somersetu (1404–1444)

## Vévodové ze Somersetu, první vytvoření (1443)
- John Beaufort, 1. vévoda ze Somersetu (1404–1444), zemřel bez dědiců

## Hrabata ze Somersetu, druhé vytvoření (1397; připadl zpět)
- Edmund Beaufort, 4. hrabě ze Somersetu

## Vévodové ze Somersetu, druhé vytvoření (1448)
- Edmund Beaufort, 2. vévoda ze Somersetu (c. 1406–1455)
- Henry Beaufort, 3. vévoda ze Somersetu (1436–1464)
- Edmund Beaufort, 4. vévoda ze Somersetu (c. 1439–1471)

## Vévodové ze Somersetu, třetí vytvoření (1499)
- Edmund Tudor, 1. vévoda ze Somersetu (1499–1500), třetí syn Jindřicha VII. Tudora, zemřel v dětství

## Vévoda z Richmondu a Somersetu (1525)
- Henry Fitzroy, 1. vévoda z Richmondu a Somersetu (1519–1536), zemřel bez potomků

## Vévodové ze Somersetu, čtvrté vytvoření (1547)
- Edward Seymour, 1. vévoda ze Somersetu (1500–1552)

## Hrabata ze Somersetu, třetí vytvoření (1613)
- Robert Carr, 1. hrabě ze Somersetu (1590–1645), zemřel bez potomků

## Vévodové ze Somersetu, čtvrté vytvoření (1547; obnovení 1660)
- William Seymour, 2. vévoda ze Somersetu (1588–1660)
- William Seymour, 3. vévoda ze Somersetu (1650–1671), zemřel bez potomků
- John Seymour, 4. vévoda ze Somersetu (1646–1675), zemřel bez potomků
- Francis Seymour, 5. vévoda ze Somersetu (1658–1678), zemřel bez potomků
- Charles Seymour, 6. vévoda ze Somersetu (1662–1748)
- Algernon Seymour, 7. vévoda ze Somersetu (1684–1750)
- Edward Seymour, 8. vévoda ze Somersetu (1695–1757)
- Edward Seymour, 9. vévoda ze Somersetu (1717–1792)
- Webb Seymour, 10. vévoda ze Somersetu (1718–1793)
- Edward St Maur, 11. vévoda ze Somersetu (1775–1855)
- Edward Seymour, 12. vévoda ze Somersetu (1804–1885)
- Archibald Seymour, 13. vévoda ze Somersetu (1810–1891), zemřel bez potomků
- Algernon St Maur, 14. vévoda ze Somersetu (1813–1894)
- Algernon Seymour, 15. vévoda ze Somersetu (1846–1923), zemřel bez potomků
- Edward Seymour, 16. vévoda ze Somersetu (1860–1931)
- Evelyn Seymour, 17. vévoda ze Somersetu (1882–1954)
- Percy Seymour, 18. vévoda ze Somersetu (1910–1984)
- John Seymour, 19. vévoda ze Somersetu (nar. 1952)
  - Sebastian Edward Seymour, Lord Seymour (nar. 1982), dědic